# Советское (Северная Осетия)
Советское (осет. Советский) — село в Ирафском районе Республики Северная Осетия-Алания. Административный центр и единственный населённый пункт Советского сельского поселения.

## География
Расположено в юго-западной части региона, у Дигорского канала, примыкая к западной окраине районного центра — села Чикола.

## Население
| 2002 | 2010 | 2011 | 2012 | 2013 | 2014 |
| ---- | ---- | ---- | ---- | ---- | ---- |
| 508  | ↘503 | →503 | ↘491 | ↘485 | ↘469 |
| 2015 | 2016 | 2017 | 2018 | 2019 | 2020 |
| ↘468 | ↘459 | ↘433 | ↘419 | ↘374 | ↘363 |
| 2021 | 2023 | 2024 | 2025 |      |      |
| ↗554 | ↘548 | ↘547 | ↘541 |      |      |

## Инфраструктура
Все социальные объекты находятся в райцентре, в с. Чикола.

## Транспорт
Через ул. Пушкина села Чикола выезд на региональную автодорогу 90 ОП РЗ 90К-004 Чикола-Мацута-Коми-Арт.